# Lijst van rijksmonumenten in Utrecht (stad)/Achter de Dom
De stad Utrecht telt in totaal 1.402 inschrijvingen in het rijksmonumentenregister. De Achter de Dom in het centrum telt 11 rijksmonumenten. Hieronder een overzicht.
| Object                                                                                  | Oorspronkelijke functie? | Bouwjaar             | Architect | Locatie          | Coördinaten?                | Nr.?  | Afbeelding        |
| --------------------------------------------------------------------------------------- | ------------------------ | -------------------- | --------- | ---------------- | --------------------------- | ----- | ----------------- |
| Domkerk, sacristie en librie                                                            | Kerk en kerkonderdeel    | 1254-1517            |           | Achter de Dom 1  | 52° 5' 27" NB, 5° 7' 21" OL | 35973 | Meer afbeeldingen |
| Laag huis met rechte lijstgevel                                                         | Woonhuis                 |                      |           | Achter de Dom 3  | 52° 5' 26" NB, 5° 7' 22" OL | 35974 | Meer afbeeldingen |
| Pand met rechte lijstgevel met schilddak                                                | Werk-woonhuis            |                      |           | Achter de Dom 5  | 52° 5' 26" NB, 5° 7' 23" OL | 35975 | Meer afbeeldingen |
| Kapittelhuis, Achter de Dom 7                                                           | Woonhuis                 | 1400 circa           | onbekend  | Achter de Dom 7  | 52° 5' 25" NB, 5° 7' 23" OL | 35976 | Meer afbeeldingen |
| Pand met hardstenen hoge gevel                                                          | Woonhuis                 |                      |           | Achter de Dom 12 | 52° 5' 27" NB, 5° 7' 23" OL | 35977 | Meer afbeeldingen |
| Pand met gevel met rechte kroonlijst en zadeldak                                        | Woonhuis                 | 17e eeuw             |           | Achter de Dom 16 | 52° 5' 27" NB, 5° 7' 23" OL | 35978 | Meer afbeeldingen |
| Pand met gevel met rechte kroonlijst aansluitend bij voorgaande                         | Woonhuis                 |                      |           | Achter de Dom 18 | 52° 5' 27" NB, 5° 7' 23" OL | 35979 | Meer afbeeldingen |
| Gepleisterd huis met rechte kroonlijst en zadeldak                                      | Woonhuis                 | 17e eeuw (oorsprong) |           | Achter de Dom 20 | 52° 5' 26" NB, 5° 7' 23" OL | 35980 | Meer afbeeldingen |
| Poortje met natuurstenen versieringen in modern gebouw toegepast                        | Erfscheiding             | 1644 (versieringen)  |           | Achter de Dom 22 | 52° 5' 26" NB, 5° 7' 24" OL | 35981 | Meer afbeeldingen |
| Pand met gepleisterde rechte lijstgevel van oudere oorsprong en bogen boven de vensters | Woonhuis                 | 17e eeuw             |           | Achter de Dom 28 | 52° 5' 25" NB, 5° 7' 25" OL | 35982 | Meer afbeeldingen |
| Pand met gepleisterde rechte lijstgevel met schilddak                                   | Woonhuis                 | 17e eeuw (oorsprong) |           | Achter de Dom 30 | 52° 5' 25" NB, 5° 7' 25" OL | 35983 | Meer afbeeldingen |